# Plumbaginales
Ordre
Classification APG II (2003)
Classification APG III (2009)
L'ordre des Plumbaginales regroupe des plantes dicotylédones.
En classification classique de Cronquist (1981) il ne comprend qu'une seule famille, les Plumbaginacées.
En classification phylogénétique APG II (2003) et en classification phylogénétique APG III (2009) cet ordre n'existe pas.